# Alessandro Gamberini
Alessandro Gamberini (Bologna, 1981. augusztus 27. –) olasz válogatott labdarúgó, jelenleg a A.C. Chievo Verona játékosa.

## Pályafutása

### Klubszinten
Karrierjét szülővárosa csapatában, a Bolognában kezdte 1999-ben. Egy év kivételével egészen 2005-ig, a csapat kieséséig itt szerepelt. Ez az egy év a 2002-03-as szezon volt, amikor Veronában szerepelt kölcsönben.
2005-ben, 3 millió euróért a Fiorentinához igazolt. Pályafutása első gólját, egyből kettőt, itt szerezte meg, a Torino 5–1-es kiütése alkalmával.
A 2007-08-as szezonban a szurkolók az év játékosának választották csapaton belül. 2009 februárjában súlyos vállsérülést szenvedett, emiatt három hónapig harcképtelen volt.

### A válogatottban
A válogatottban 2007-ben, Dél-Afrika ellen játszotta első meccsét.
A 2008-as Eb-n szereplő olasz keretnek eredetileg nem volt tagja, ám miután Fabio Cannavaro megsérült, végül meghívót kapott. A tornán egyszer sem lépett pályára.